# Архангельське (Гафурійський район)
Арха́нгельське (рос. Архангельское, башк. Архангел) — село у складі Гафурійського району Башкортостану, Росія. Входить до складу Табинської сільської ради.
Населення — 145 осіб (2010; 198 в 2002).
Національний склад:
- росіяни — 62%